# Єврейське кладовище (Володимир)
Єврейське кладовище (Володимир) — кіркут у Володимирі.
За даними луцького краєзнавця Вальдемара Пʼясецького, єврейське кладовище у Володимирі закладено у XVII ст. Воно починалось неподалік вулиці Завальної (тепер Драгоманова) і займало майже квадратну площу від вулиці Флюшної (проходила понад стадіоном) майже до забудови Ковельської. В середині чи наприкінці XVIII століття, в зв'язку з тим, що старе кладовище майже повністю було використане, відкрито нове єврейське кладовище. Воно протягнулось вузькою смугою від старого кладовища вздовж забудови вулиці Дубницької (тепер Сагайдачного).
Після Другої світової війни та знищення нацистами єврейської громади, на цвинтарі не стало кого ховати і кому доглядати за могилами. Врешті, у 1960-х роках на території кладовища радянською владою створено парк імені Гагаріна, збудовано кінотеатр (зараз спортивна школа), школу № 2 зі спортивним майданчиком та житлові будинки. А єврейські мацеви (надгробні пам'ятники) були вивезені, довгий час використовувались для господарських потреб і як бруківка (наприклад, тротуар на вул. Василівській). Більшість мацев були зруйновані. На даний момент місце знаходження їх невідоме, знайдено лише невелику частину в різних частинах міста.
Наприкінці 1980-х рр. на кладовищі розпочалось будівництва адміністративного будинку для райкому партії та міської ради. Однак, з розпадом СРСР будівництво припинилось. Згодом, у 2000-х рр. будівлю реконструювали і добудували уже як житловий будинок.
У 1999 р. відновлено огель цадика Шломо Готліба Карлінера, застреленого під час молитви в синагозі російськими солдатами у 1792 р. в ході Війни на захист Конституції.

## Поховані
- Шломо Готліб Карлінер - цадик
- Срул Шильман (? - 1930) - голова єврейської громади Володимира, власник млина